# Exyston californicus
Exyston californicus là một loài tò vò trong họ Ichneumonidae.